# Si Mahdjoub
Si Mahdjoub (o Sidi Mahdjoub) è un comune dell'Algeria, situato nella provincia di Médéa.